# Vạn Ninh
Vạn Ninh là một xã phía Bắc tỉnh Khánh Hòa, Việt Nam. Xã được thành lập trong đợt sáp nhập tỉnh thành năm 2025 trên cơ sở hợp nhất thị trấn Vạn Giã và hai xã thuộc huyện Vạn Ninh cũ là Vạn Phú và Vạn Lương.

## Lịch sử
Ngày 16 tháng 6 năm 2025, Quốc hội Việt Nam thông qua Nghị quyết số 1667/NQ-UBTVQH15 của Ủy ban Thường vụ Quốc hội về việc sắp xếp các đơn vị hành chính cấp xã của tỉnh Khánh Hòa. Theo đó, xã Vạn Ninh được thành lập từ toàn bộ diện tích tự nhiên và quy mô dân số của thị trấn Vạn Giã và hai xã Vạn Phú và Vạn Lương thuộc huyện Vạn Ninh cũ.

## Địa lý
Xã Vạn Ninh có ranh giới với các xã:
- Phía Bắc giáp tỉnh Đắk Lắk
- Phía Nam giáp các xã Vạn Hưng và Bắc Ninh Hòa
- Phía Đông giáp xã Vạn Thắng

Xã có diện tích 130,46 km², dân số năm 2025 là 54.202 người, mật độ dân số đạt 415 người/km².